# Rete tranviaria extraurbana di Brescia

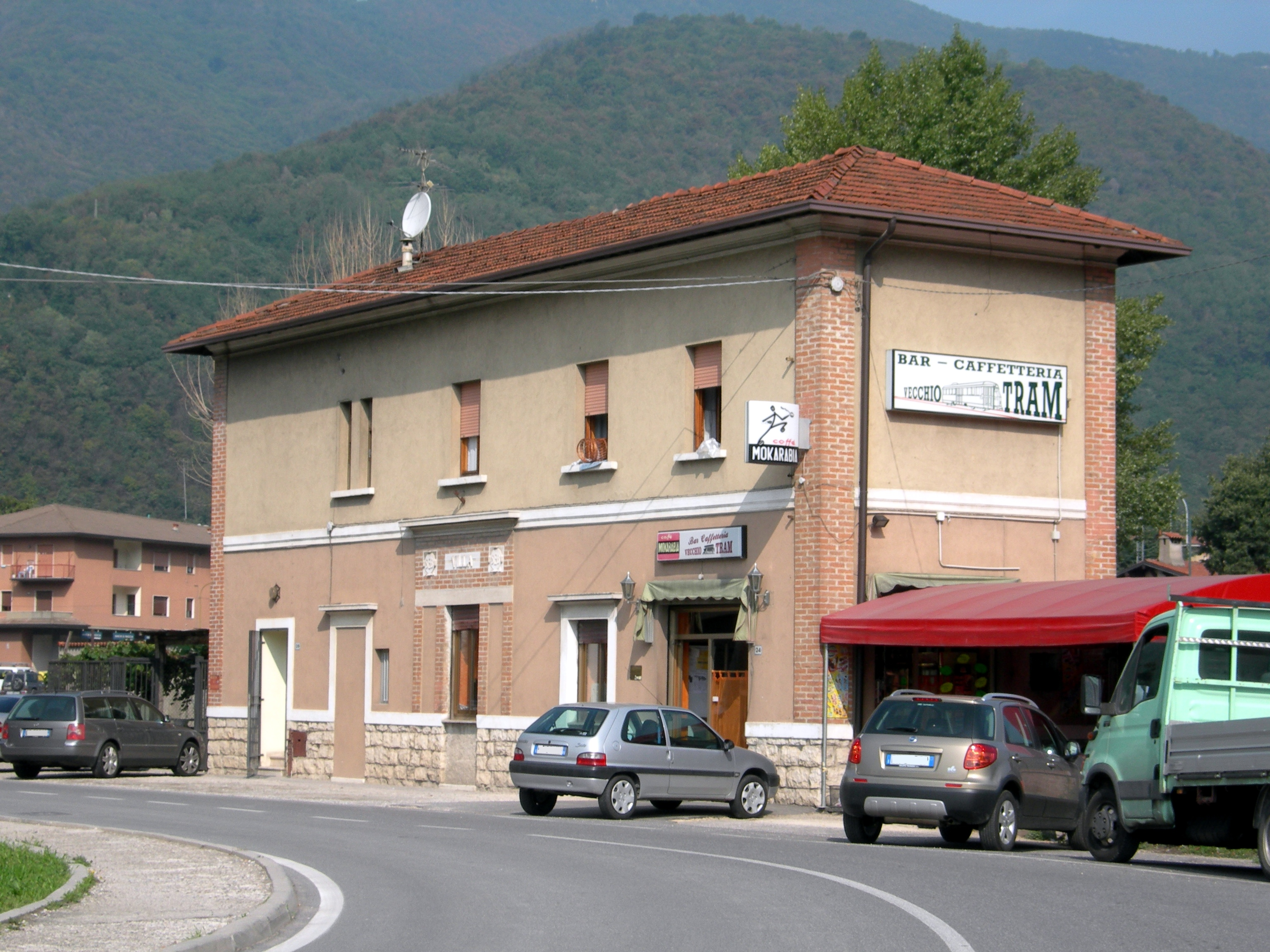
Stazione tranviaria a Villa Carcina

La rete tranviaria extraurbana di Brescia era l'insieme delle linee tranviarie interurbane che tra gli anni ottanta del XIX secolo e gli anni cinquanta del XX hanno collegato il capoluogo con i principali centri periferici della provincia, e che ebbero una gestione comune all'interno della medesima società concessionaria.

## Struttura della rete

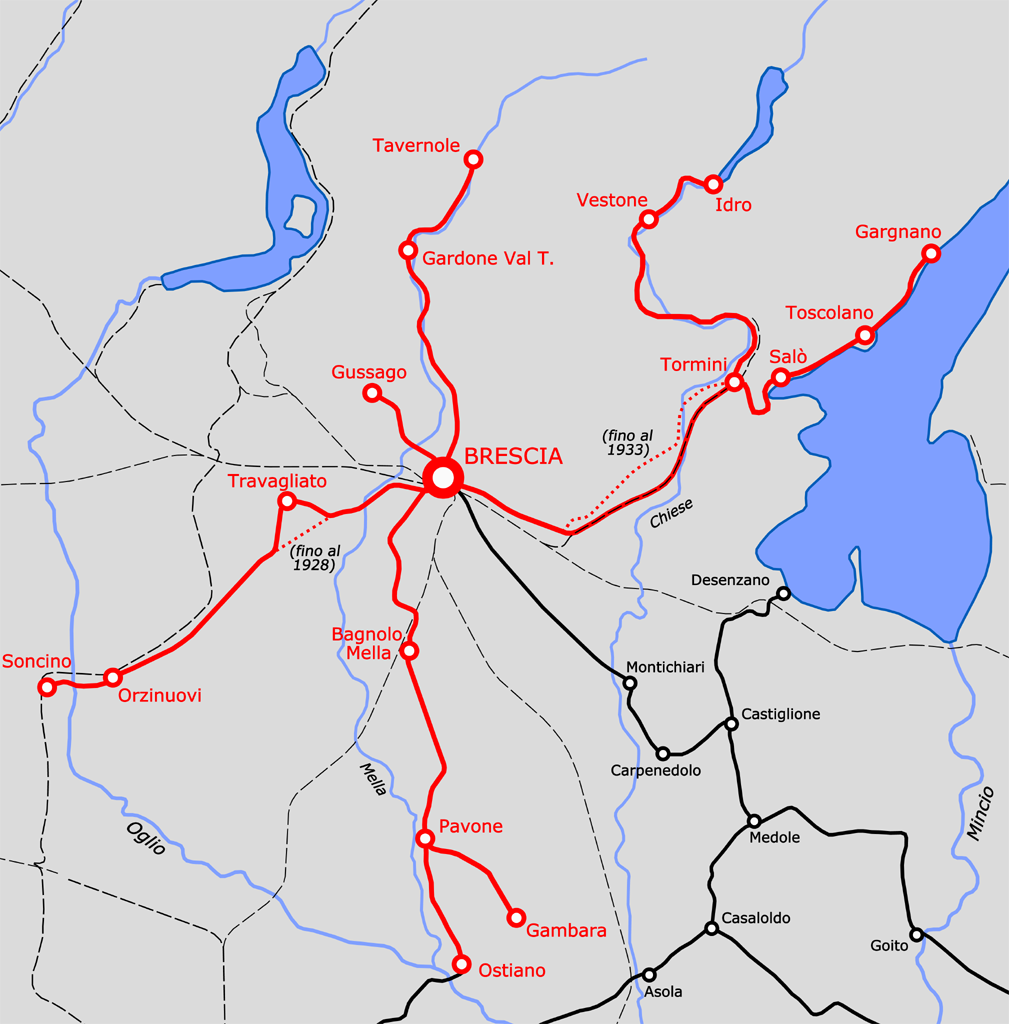
La rete TEB alla sua massima estensione (1933)

Essa era composta da quelle tranvie che, nel corso del settantennio, furono esercite in successione dalla Tramways à Vapeur de la Province de Brescia, dalla Società Elettrica Bresciana e dalla Tramvie Elettriche Bresciane:
- Brescia-Soncino (1881-1950), poi Brescia-Travagliato (1950-1954);
- tranvia della Val Sabbia:
  - Brescia-Vobarno (1881-1887);
  - Tormini-Vestone (1887-1917 e 1931-1932);
  - Tormini-Idro (1917-1931);
- tranvia della Val Trompia:
  - Brescia-Gardone Val Trompia (1882-1910 e 1934-1954);
  - Brescia-Tavernole (1910-1934);
- tranvia della Riviera gardesana:
  - Brescia-Salò (1887-1900 e 1934-1954);
  - Brescia-Gardone Riviera (1900-1902);
  - Brescia-Toscolano (1902-1921 e 1933-1934)
  - Brescia-Gargnano (1921-1933);
- Brescia-Cellatica-Gussago (1907-1953);
- Brescia-Ostiano con diramazione Pavone-Gambara (1914-1933), poi Brescia-Leno (1933-1936) e Brescia-Poncarale (1936-1948).

Erano linee a binario singolo, armate di rotaie vignoles con scartamento ordinario tranviario italiano da 1445 mm, esercite con tram a vapore. A seguito del passaggio di gestione alla SEB le linee furono progressivamente elettrificate a corrente continua da 1200 volt.
Vi furono ipotesi per la costruzione della tranvia Brescia-Quinzano d'Oglio e di una tranvia elettrica per Nave, Caino e Ponte Caffaro, ma non furono mai concretizzate.
Nel territorio della provincia di Brescia furono presenti anche altre linee tranviarie il cui esercizio fu svolto da società differenti:
- la tranvia Brescia-Mantova-Ostiglia, costruita nel 1882 dalla Société Anonyme d'Entreprise Generale de Travaux (EGT), fu un'importante via di comunicazione verso la bassa provincia orientale e il mantovano;
- la tranvia Iseo-Rovato-Chiari, costruita nel 1897 e gestita da una apposita società anonima composta da notabili locali, fu un tentativo di rispondere alla domanda di mobilità mercantile su una direttrice rimasta scoperta dal servizio di una strada ferrata;
- la tranvia Lovere-Cividate Camuno, aperta nel 1901 ed esercita anch'essa da una società anonima costituita ad hoc, era più legata all'area commerciale del Sebino, alla ferrovia Palazzolo-Paratico e alle linee tranviarie del bergamasco.

A Soncino e Ostiano, le linee che vi facevano capolinea erano raccordate con le tranvie per Bergamo, Lodi e Cremona, permettendo il trasporto cumulativo di merci su lunga distanza.

## Storia

### Nascita e sviluppo

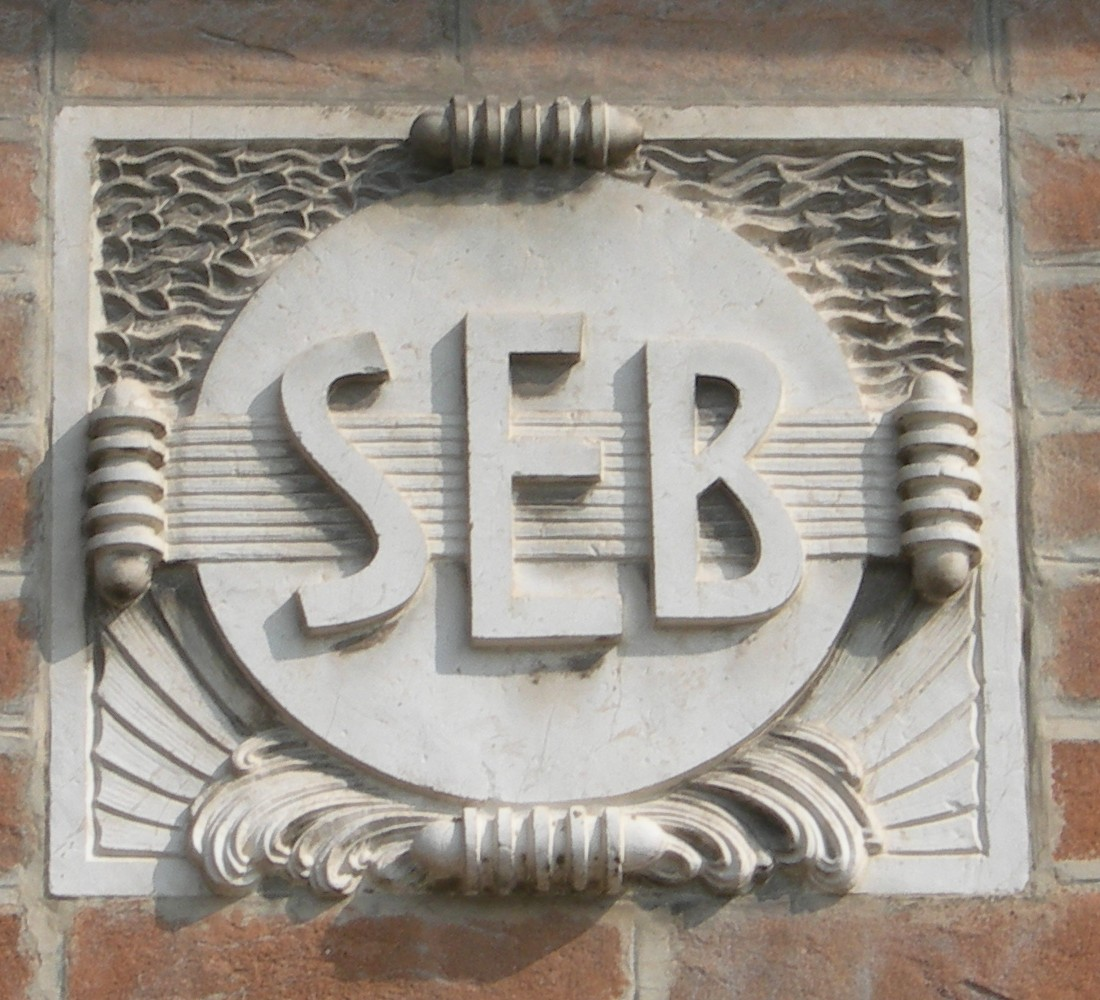
Marchio della SEB.

Verso la fine degli anni settanta del XIX secolo, alla Deputazione provinciale furono sottoposte diverse domande relative alla costruzione di linee tranviarie che collegassero Brescia a diverse realtà della provincia, principalmente la Val Sabbia, la Valcamonica e l'area della Bassa padana.
Tra il 9 e il 10 ottobre 1878, il Consiglio provinciale deliberò il Capitolato Generale per la concessione di Guidovie lungo le strade della Provincia di Brescia, fondamentale documento per la costituzione di concessioni tranviarie nel territorio della provincia. In esso si stabilivano gli obblighi della provincia alla manutenzione delle strade percorse dal tram, mentre i restanti obblighi di costruzione ed esercizio delle linee sarebbero spettati ai concessionari.
L'amministrazione provinciale non volle concedere sussidi per la costruzione di linee tranviarie. Per questo motivo, nel corso del 1879 furono accettate solamente le proposte di due concessionari, i quali godevano di particolare prestigio presso la deputazione per i loro molteplici impegni tra le imprese industriali della regione:
- Enrico Horvath per la linea Brescia-Montichiari;
- Giovanni Corti per la Brescia-Salò e Vobarno, la Brescia-Orzinuovi, la Brescia-Gardone Val Trompia e la Brescia-Iseo[4].

Il 3 dicembre 1880 Corti girò il suo pacchetto di concessioni ad una società belga con sede a Bruxelles, la Compagnie Generale des Chemins de fer secondaires, la quale nei due anni successivi costruì ed avvio l'esercizio della tranvia Brescia-Orzinuovi-Ponte Oglio, della Brescia-Vobarno e della Brescia-Gardone Val Trompia. Nel 1882, la società belga costituì una società anonima preposta alla costruzione e all'esercizio delle linee della provincia di Brescia: la Tramways à Vapeur de la Province de Brescia.
Anche Horvath, impossibilitato ad onorare personalmente gli impegni, dovette cedere la propria concessione ad un'altra società belga: la Société Anonyme d'Entreprise Generale de Travaux. Questa società ottenne dalla Deputazione provinciale di Mantova anche la concessione della Castiglione delle Stiviere-Mantova e della Mantova-Ostiglia. Per questo motivo la linea tranviaria fu gestita in modo omogeneo all'interno della cosiddetta tranvia Brescia-Mantova-Ostiglia.
Tutte le linee furono progettate e costruite a singolo binario. Questo fu posto sul lato destro o sinistro della carreggiata in modo da occupare al massimo 2,5 metri della stessa, lasciando a disposizione del traffico restante almeno 4,5 metri. Lo scartamento utilizzato fu quello standard tranviario italiano da 1445 mm, mentre la trazione fu quella a vapore. La velocità ufficiale massima sulle strade extraurbane fu di 18 km/h, mentre nelle tratte all'interno dei paesi il tram era obbligato a viaggiare a passo d'uomo. In realtà, vi sono testimonianze che dimostrano lo scarso rispetto di questi limiti con locomotive a vapore che toccavano i 30 km/h.
L'esigenza della deputazione provinciale di passare alla trazione elettrica spinse la Tramways à Vapeur a trasferire tutte le concessioni alla Società Elettrica Bresciana, che nel frattempo aveva costruito la Brescia-Cellatica-Gussago. Il passaggio avvenne nella serata del 1º maggio 1907. Negli anni immediatamente precedenti la prima guerra mondiale, la SEB procedette alla elettrificazione delle nuove linee tranviarie ottenute in concessione, tranne quella per Soncino, e costruì la Brescia-Pavone-Ostiano, inaugurata nel 1914.
Alla conclusione della guerra, la SEB decise di separare il comparto tranviario da quello elettrico. Il 14 ottobre 1920 nacque la Società Anonima Tramvie Elettriche Bresciane (TEB) di cui principale azionista era la SEB. La Deputazione provinciale accettò il passaggio delle concessioni solamente il 10 ottobre 1922 a condizione che la SEB si impegnasse a rispettare alcuni oneri, tra cui l'elettrificazione della Brescia-Soncino. Quest'ultimo progetto sarà concluso, però, dalla TEB, in virtù di un nuovo accordo stipulato il 29 aprile 1924 fra la SEB e la Reale Commissione Straordinaria della Provincia, che in quel periodo amministrava la provincia.

### Declino e smantellamento della rete
La rete interurbana fu progressivamente smantellata a partire dagli anni trenta del XX secolo sia per la politica del regime fascista di privilegiare il trasporto automobilistico, sia per le difficoltà di manutenzione, ma soprattutto di ammodernamento, di linee costruite a fine Ottocento con criteri che non corrispondevano più alle esigenze di trasporto di quei tempi.
A metà degli anni venti, la strada provinciale Brescia - Salò era in procinto di entrare nella rete di strade statali gestite dalla Azienda Autonoma Statale della Strada (AASS) all'interno di quella che sarebbe diventata la Strada statale 45 bis Gardesana Occidentale. Le tranvie Brescia-Idro e Brescia-Salò-Gargnano, considerate molto redditizie dalla TEB e che occupavano la strada provinciale in questione, erano quindi direttamente coinvolte nel progetto. La politica dell'AASS fu quella di liberare le proprie strade dai binari, per cui la TEB propose la costruzione di un marciatram, che avrebbe separato il percorso del tram dalla carreggiata stradale in maniera definitiva. L'AASS fu disposta ad accettare l'idea del marciatram a condizione che la TEB allargasse a proprie spese la strada per la costruzione della nuova sede tranviaria. La TEB rifiutò. Di conseguenza, nel 1929 essa elettrificò la ferrovia Rezzato-Vobarno dotandola di alimentazione tranviaria a corrente continua da 1200 volt e, nel 1932, instradò i tram della Brescia-Salò sulla sede ferroviaria, facendo loro percorrere il tratto Treponti – Tormini. La corrispondente sezione tranviaria fu smantellata, liberando la Gardesana Occidentale dalle rotaie.
Tra il 1934 e il 1935 avvenne la sostituzione con autocorse in alcuni tratti periferici considerati non più economici per un servizio tranviario, come per esempio la Salò – Gargnano e la Tormini – Vestone. Nel 1935 nasceva la Società Italiana Autotrasporti (SIA) che avrebbe gestito per conto della TEB le nuove linee di autobus extraurbani. Nel 1938, l'amministrazione provinciale decise la rimozione dei binari delle linee tranviarie non più utilizzate.
Negli anni cinquanta del XX secolo ci fu l'ultima fase relativa alla soppressione delle linee superstiti. La Legge del 2 agosto 1952, n. 1221, fu lo strumento che portò alla rapida e completa eliminazione delle reti tranviarie interurbane in tutto il paese. Si procedette alla soppressione del servizio di trasporto e quindi al disarmamento delle linee. Le ultime tranvie soppresse nel bresciano furono, nell'aprile 1954, la Brescia – Gardone Val Trompia e, nell'estate del medesimo anno, la Brescia – Salò. Nel 1956 furono rimossi gli ultimi binari.